# Siméon-Denis Poisson
Baron Siméon-Denis Poisson [simeón dení poasón], francoski fizik, matematik in geometer, * 21. junij 1781, Pithiviers, departma Loiret, Francija, † 25. april 1840, Sceaux pri Parizu.

## Življenje in delo

### Mladost in študij
Njegov oče Siméon Poisson je služil kot navaden vojak v sedemletni vojni. Zaradi slabega ravnanja nadrejenih častnikov je dezertiral. V času rojstva svojega sina Siméon-Denisa je opravljal administrativna dela. 
Mladega Poissona so najprej poslali k njegovemu stricu, kirurgu v Fontainebleauju, kjer je poslušal predavanja iz puščanja krvi. Ker je pokazal nadarjenost za matematiko, je odšel na École Centrale v Fontainebleau. Tu je imel prijaznega in dobrohotnega učitelja. Poisson ga je kmalu presegel in učitelj se je moral na novo učiti višje matematike.
Poisson je leta 1798 začel študirati na École Polytechnique v Parizu, kjer je kmalu opozoril nase. Učitelji so mu dovolili poslušati predavanja, ki si jih je sam izbiral. Leta 1800 je izdal dve znanstveni razpravi. Ena je obravnavala Bézoutovo metodo eliminacije, druga pa število integralov enačbe končnih razlik. Zadnjo sta pregledala Lacroix in Legendre. Predlagala sta, da jo objavijo v Recueil des savants étrangers v čast osemnajstletnemu mladeniču. S tem je Poisson postal znan v znanstveni srenji. Lagrange, katerega predavanja o teoriji funkcij je poslušal Poisson na École Polytechnique, je že zgodaj spoznal njegovo nadarjenost in postala sta prijatelja. Laplace, ki mu je Poisson sledil, ga je imel skoraj za svojega sina.
Kmalu po končanju študija je postal repetitor za učno snov. Leta 1802 so ga imenovali za nadomestnega profesorja (professeur suppléant). Leta 1806 je na École Polytechnique kot profesor matematike in mehanike nadomestil Fouriera, ki je odšel v Grenoble. Leta 1808 je služboval kot astronom za Urad za dolžine (Bureau des Longitudes). Leta 1809 je postal profesor racionalne mehanike (professeur de la mécanique rationelle) na novoustanovljeni Faculté des Sciences. Leta 1812 je postal član Institutea, leta 1815 izpraševalec na vojaški šoli (École Militaire) v Saint-Cyru, leta 1816 odhodni izpraševalec na École Polytechnique, leta 1820 svetnik univerze. Leta 1827 je kot geometer nadomestil Laplacea na Uradu za dolžine.
Leta 1817 se je poročil z Nancy de Bardi. Njegov oče, ki je zaradi prejšnjih izkušenj sovražil plemstvo, ga je vzgajal v strogem duhu prve republike. Poisson se je trdno držal družinskih načel in ni oboževal Napoléona. Ko so na oblast spet prišli Bourboni, je postal legitimist. Med stotimi dnevi je bil zvest Bourbonom. Leta 1821]so ga zaradi zvestobe povzdignili v barona, vendar ni nikoli dvignil diplome ali uporabljal častnega naslova. Revolucija julija 1830 mu je skoraj vzela častni naslov, vendar je Aragoju spretno uspelo prepričati kralja Ludvika Filipa, da ni padel v nemilost. Sedem let po tem so ga zaradi znanstvenih uspehov imenovali za francoskega pera.

### Poučevanje in raziskovanje
Kot učitelj matematike je bil Poisson več kot uspešen, vsaj kakor je izgledalo še ko je bil repetitor na École Polytechnique. Njegovo znanstveno delo so dosegli le redki, če sploh kdo. Bil je avtor mnogih znanstvenih del s področja matematične fizike in racionalne mehanike, saj jih je objavil več kot 300. Ukvarjal se je s Fourierovimi integrali, variacijskim in verjetnostnim računom, s problemi iz elektrostatike in magnetizma. Obstajata dve opazki, oziroma dve različici opazke, ki govorita o tem kako je lahko vse to dosegel. Ena pravi »La vie n'est bonne que deux choses — à faire des mathématiques et à les professeurs« druga pa »La vie c'est le travail.« (življenje je delo).
Seznam njegovih del, ki ga je sam sestavil, se nahaja na koncu Aragojevega življenjepisa. Navedba vseh del tukaj ne pride v poštev, saj je možno na kratko navesti le najpomembnejša. Na nekatera področja matematike ni prispeval. Na področjih uporabne matematike in fizike pa je njegov prispevek ogromen. Verjetno najizvirnejše in prav gotovo najvplivnejše so njegove razprave iz teorije elektrike in magnetizma, ki so dejansko odprle novo vejo matematične fizike.
Naslednje pomembne (za nekatere tudi najpomembnejše) so njegove razprave o nebesni mehaniki, kjer so je pokazal kot dostojen Laplaceov naslednik. Najpomebnejša od teh so Sur les inégalités séculaires des moyens mouvements des planètes, Sur la variation des constantes arbitraires dans les questions de mécanique, obe objavljeni v Journalu École Polytechnique (1809); Sur la libration de la lune v Connaiss. des temps (1821), etc.; in Sur la mouvement de la terre autour de son centre de gravité v Mém. d. l'acad. (1827), etc. V prvi od treh razprav je Poisson obravnaval znamenito vprašanje stabilnosti planetnih tirnic, ki ga je do prvega reda približka motenjskih sil rešil Lagrange. Poisson je pokazal, da se lahko njegovi razultati razširijo na drugi približek in pokazal pot za pomemben razvoj planetne teorije. Poissonova razprava je pomembna tudi zaradi tega, ker je vzpodbudila Lagrangea, da je po dolgem neaktivnem obdobju v svoji starosti sestavil eno od svojih največjih razprav, namreč Sur la théorie des variations des éléments des planètes, et en particulier des variations des grands axes de leurs orbites. Poissonovo razpravo je Lagrange cenil tako visoko, da jo je lastnoročno prepisal. Našli so jo med njegovimi papirji po njegovi smrti.
Poisson je leta 1811]izdal Traité de mécanique (2 vols. 8vo, 1811 arid 1833), ki je napisana v Laplaceovem in Lagrangeovem duhu. V njej je veliko novega, kot na primer eksplicitna raba impulznih koordinat:
{\displaystyle p_{i}={\partial T \over {\partial q_{i} \over \partial t}}\!\,,}
ki je pozneje navdihnila delo Hamiltona in Jacobija. 
V teoriji linearnih parcialnih enačb 2. reda ali v teoriji enačb matematične fizike je znana Poissonova enačba pri reševanju homogene valovne enačbe za n = 1. Tukaj je znana tudi Poissonova enačba:
{\displaystyle \nabla ^{2}\phi =-4\pi \rho \!\,,}
imenovana enačba teorije potenciala, ki je tudi parcialna linearna enačba 2. reda. Če je funkcija točke ρ = 0, dobimo Laplaceovo enačbo:
{\displaystyle \nabla ^{2}\phi =0\!\,.}
Leta 1812 je odkril, da Laplaceova enačba velja samo zunaj telesa. Strogi dokaz za mase s spremenljivo gostoto pa je podal šele Gauss leta 1839. Poisson je prvič objavil svojo enačbo leta 1813 v Bulletin de in société philomatique. Obe enačbi imata ekvivalenta v vektorski algebri. Raziskovanje skalarnega polja φ iz dane
divergence ρ(x, y, z) njegovega gradienta vede na Poissonovo enačbo v 3-razsežnem prostoru:
{\displaystyle \nabla ^{2}\phi =\rho (x,y,z)\!\,.}
Na primer Poissonova enačba za površinski električni potencial Ψ, ki kaže njegovo odvisnost od gostote električnega naboja ρe na določenem mestu:
{\displaystyle \nabla ^{2}\Psi ={\partial ^{2}\Psi  \over \partial x^{2}}+{\partial ^{2}\Psi  \over \partial y^{2}}+{\partial ^{2}\Psi  \over \partial z^{2}}=-{\rho _{e} \over \varepsilon \varepsilon _{0}}\!\,.}
V tekočini porazdelitev naboja ni znana in moramo uporabiti Poisson-Boltzmannovo enačbo:
{\displaystyle \nabla ^{2}\Psi ={\frac {n_{0}e}{\varepsilon \varepsilon _{0}}}\left(e^{\frac {e\Psi (x,y,z)}{k_{\rm {B}}T}}-e^{\frac {e\Psi (x,y,z)}{k_{\rm {B}}T}}\right)\!\,,}
ki pa jo v večini primerov ne moremo rešiti analitično in rešimo samo enačbe za posebne primere. V polarnih koordinatah se Poisson-Boltzmannova enačba glasi:
{\displaystyle {\frac {1}{r^{2}}}{\frac {\mathrm {d} }{\mathrm {d} r}}\left(r^{2}{\frac {\mathrm {d} \Psi }{\mathrm {d} r}}\right)={\frac {n_{0}e}{\varepsilon \varepsilon _{0}}}\left(e^{\frac {e\Psi (r)}{k_{\rm {B}}T}}-e^{\frac {e\Psi (r)}{k_{\rm {B}}T}}\right)\!\,,}
ki tudi ni rešljiva analitično.
Če polje φ ni skalarno, velja Poissonova enačba, kot je to lahko na primer v 4-razsežnem prostoru Minkowskega:
{\displaystyle \square \phi _{ik}=\rho (x,y,z,ct)\!\,.}
Če je ρ(x, y, z) zvezna funkcija in če vemo, da gre za r→∞
(to se pravi, če se točka oddalji v neskončno) funkcija φ proti nič, in
sicer zadosti hitro, je rešitev Poissonove enačbe Newtonov potencial funkcije ρ(x, y, z):
{\displaystyle \phi _{M}=-{\frac {1}{\pi }}\int {\frac {\rho (x,y,z)\mathrm {d} v}{r}}\!\,,}
kjer je r razdalja med elementom s prostornino dv in točko M. Integracija teče po vsem prostoru. 
Znan je tudi Poissonov integral pri konstruiranju Greenove funkcije za Dirichletov problem Laplaceove enačbe, če je proučevano območje krog:
{\displaystyle \phi (\xi \eta )={\frac {1}{4\pi }}\int _{0}^{2\pi }{\frac {R^{2}-\rho ^{2}}{R^{2}+\rho ^{2}-2R\rho \cos(\psi -\chi )}}\phi (\chi )\,\mathrm {d} \chi \!\,,}
kjer je
{\displaystyle \xi =\rho \cos \psi \;,\quad \eta =\rho \sin \psi \!\,.}
φ(χ) je na krožnici predpisana funkcija, ki določa robne vrednosti iskane funkcije φ Laplaceove enačbe. Podobno konstruiramo Greenovo funkcijo za Dirichletov problem Laplaceove enačbe {\displaystyle \nabla ^{2}\phi =0} v prostoru, če je proučevano območje sfera s polmerom R. To pot ima Greenova funkcija obliko:
{\displaystyle G(x,y,z;\xi ,\eta ,\zeta )={\frac {1}{r}}-{\frac {R}{r_{1}\rho }}\!\,,}
kjer je {\displaystyle \rho ={\sqrt {\xi ^{2}+\eta ^{2}+\zeta ^{2}}}} oddaljenost točke (ξ, η, ζ) od središča sfere, r razdalja med točkama (x, y, z), (ξ, η, ζ), r1 pa razdalja med točko (x, y, z) in simetrično točko Rξ/ρ, Rη/ρ, Rζ/ρ) k točki (ξ, η, ζ). Poissonov integral ima pri tem obliko z istimi oznakami:
{\displaystyle \phi (\xi ,\eta ,\zeta )={\frac {1}{4\pi }}\int \!\!\!\int _{S}{\frac {R^{2}-\rho ^{2}}{Rr^{3}}}\phi \,\mathrm {d} s\!\,.}
Poissonovi najpomembnejši razpravi iz tega področja sta Sur l'attraction des sphéroides (Connaiss. ft. temps, 1829) in Sur l'attraction d'un ellipsoide homogène (Mim. ft. l'acad., 1835). Pomembna je tudi njegova razprava o teoriji valovanja (Mém. ft. l'acad., 1825).
V verjetnostnem računu je znana Poissonova enačba. Leta 1837 je svojo teorijo verjetnosti izdal v Recherches sur la probabilité des jugements en matières criminelles et matiere civile. Če naredimo n neodvisnih poskusov in je pri vsakem izmed njih verjetnost dogodka A enaka p, je verjetnost, da se dogodek A pojavi m krat enaka diskretni binomski porazdelitvi, ki jo označimo s {\displaystyle b_{n,p}}:
{\displaystyle p_{m,n}=C_{n}^{m}p^{m}(1-p)^{n-m}\!\,.}
Ta verjetnost je največja pri {\displaystyle np+p-1\leq m\leq np+p}. Za velike m in n, dobimo približno vrednost s Stirlingovo enačbo, za razmeroma majhne n in majhne vrednosti p pa si pomagamo s Poissonovo porazdelitvijo. Slučajna spremenljivka X je porazdeljena po Poissonovem zakonu porazdelitve, če je pri njej za m = 0, 1, 2, ...
{\displaystyle p(X=m)={y^{m}e^{-y} \over m!}\!\,,}
kjer je y neko pozitivno število. S Poissonovo porazdelitvijo lahko tako aproksimiramo zgornjo binomsko porazdelitev:
{\displaystyle p(X=m)=p(n,p,m)=C_{n}^{m}p^{m}(1-p)^{n-m}\!\,}
in dobimo:
{\displaystyle p_{m,n}\cong {y^{m}e^{-y} \over m!}\!\,,}
kjer vzamemo y = np. Za p ki so blizu 1, prav tako uporabimo Poissonovo enačbo s tem, da proučujemo nasprotni dogodek dogodku A (»ne A«), ki ima majhno verjetnost q = 1 - p. Tukaj je q zelo majhen. Lahko ocenimo verjetnost {\displaystyle p_{n-m,n}^{*}}, da se zgodi »ne A« v n ponovitvah poskusa n-m-krat:
{\displaystyle p_{m,n}=p_{n-m,n}^{*}\cong {y^{n-m}e^{n-y} \over (n-m)!}\!\,.}
Osnova za aproksimacijo s Poissonovo porazdelitvijo je Poissonov izrek: Naj bo {\displaystyle r\in \mathbb {N} } in:
{\displaystyle X_{r1~~~~},X_{r2~~~~},X_{r3~~~~},\ldots }
{\displaystyle X_{r+1,1},X_{r+1,2},X_{r+1,3},\ldots }
{\displaystyle X_{r+2,1},X_{r+2,2},X_{r+2,3},\ldots }
{\displaystyle \ldots \ldots \ldots \ldots }
niz Bernoullijevih zaporedij. V njej naj se verjetnost dogodka A spreminja od zaporedja do zaporedja tako, da ohrani produkt med indeksom n zaporedja in verjetnostjo {\displaystyle p_{n}} dogodka A v n-tem zaporedju konstantno vrednost y:
{\displaystyle np_{n}=y\qquad \qquad (y>0\;;\;r>y\;;\;n=r,r+1,r+2,\ldots )\!\,.}
Tedaj je za vsako celo nenegativno število m:
{\displaystyle \lim _{n\to \infty }p_{m,n}=p_{m}={y^{m}e^{-y} \over m!}\!\,.}
Če je sedaj danih n ponovitev poskusa in majhen p, imamo lahko ta p za kakšen dovolj pozen {\displaystyle p_{m}} iz zgornjega niza, seveda take, da je zanjo y = np. Potem nam limita da Poissonovo aproksimacijo. Izrek ne pove nič drugega, kot da je pri velikem n in majhnem p diskretna binomska porazdelitev {\displaystyle b_{n,p}} skoraj taka kot diskretna Poissonova porazdelitev, ki jo označimo s {\displaystyle p_{y}}.

## Dela
Poleg svojih mnogih razprav je objavil še številna samostojna dela, ki niso bila nikoli del kakšnega daljšega dela: 
- Théorie nouvelle de l'action cappillaire (4to, 1831),
- Théorie mathématique de la chaleur (4to, 1835),
- Dodatek k prejšnji (4to, 1837),
- Recherches sur la probabilité des jugements en matières criminelles et matiere civile (4to, 1837),

vsa objavljena v Parizu.
Poisson je leta 1815 obravnaval integrale vzdolž poti na kompleksni ravnini. Leta 1831 je neodvisno od Navierja izpeljal Navier-Stokesove enačbe.

## Priznanja

### Nagrade
Za svoje znanstvene dosežke je Poisson skupaj s Faradayjem leta 1832 prejel Copleyjevo medaljo Kraljeve družbe iz Londona.

### Poimenovanja
Po njem se imenuje krater Poisson na Luni.